# دولة مجهرية

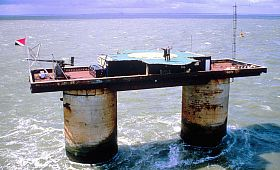
إمارة سيلاند وهي عبارة عن دولة مجهرية تقع على ميناء قبالة ساحل المملكة المتحدة.

الدولة المجهرية أوالدولة المصغرة (بالإنجليزية: Micronation)‏ هي كيان يعبر عن دولة أو أمة، هذه الدولة لا تعترف بها حكومات الدول الأخرى أو المنظمات الدولية. هذه الدول توجد فقط على الورق، أو الإنترنت، أو في عقول من ابتكروها.
يعبر مصطلح الدول المجهرية عن مطالبة رسمية ومستمرة للاعتراف لها بالسيادة على بعض الأراضي المادية. تختلف الدول المجهرية عن الحركات الانشقاقية الحقيقية؛ تكاد تكون أنشطة الدول المجهرية طفيفة دائمًا إذ تتعرض للتجاهل بدلًا من تحديها من قِبل الدول المعترف بها المُطالبة بأراضيها. أصدرت العديد من الدول المجهرية عملات معدنية وأعلام وطوابع بريدية وجوازات سفر وميداليات ومواد أخرى متعلقة بالدولة، غالبًا ما تكون مصدرًا للدخل.
بدأ بعض ما يمكن اعتباره الآن بالدول المجهرية في القرن العشرين. أتاح ظهور الإنترنت الوسائل للأشخاص لإنشاء العديد من الدول المجهرية الجديدة، والتي ينتشر أعضاؤها في جميع أنحاء العالم ويتفاعلون في الغالب عن طريق الوسائل الإلكترونية، وغالبًا ما يطلقون على دولهم »بلدان بدوية«. من الصعب تحديد الاختلافات بين »الدول المجهرية على الإنترنت« وأنواع أخرى من مجموعات التواصل الاجتماعي وألعاب تقمص الأدوار.
يرجع مصطلح »الدولة المجهرية «والذي يصف هذه الكيانات إلى السبعينيات على الأقل. يستخدم مصطلح علم الدول المجهرية أحيانًا لوصف دراسة كلٍ من الدول المجهرية والدول الصغيرة من قِبل علماء الدول المجهرية، الذين يشير بعضهم إلى الدول القومية ذات السيادة على أنها »دويلات«.
تتعارض الدول المجهرية مع الدول الصغيرة، وهي دول صغيرة ذات سيادة ولكن مُعترف بها، مثل: أندورا وليختنشتاين ولوكسمبورغ وموناكو وسان مارينو ومدينة الفاتيكان. كما أنها متميزة عن البلدان الخيالية وعن غيرها من المجموعات الاجتماعية (مثل: القرى البيئية وأحرام الجامعة والقبائل والعشائر والطوائف والجمعيات المجتمعية السكنية).

## التعريف
تمتلك الدول المجهرية عمومًا عددًا من المزايا الشائعة، على الرغم من أنها قد تختلف على نطاق واسع. قد يكون لديها هيكل مماثل للدول ذات السيادة، بما في ذلك المطالبات الإقليمية والمؤسسات الحكومية والرموز الرسمية والمواطنين، وإن كان على نطاق أصغر بكثير. تكون الدول المجهرية صغيرة جدًا في الغالب، في كلٍ من أراضيها وسكانها - على الرغم من وجود بعض الاستثناءات لهذه القاعدة، مع وجود دول مجهرية مختلفة لها طرق مختلفة للمواطنة. قد تصدر الدول المجهرية أيضًا صكوكًا رسمية، مثل: الطوابع البريدية والعملات المعدنية والأوراق النقدية وجوازات السفر، وتمنح الألقاب الشرفية وألقاب النبلاء.
كانت اتفاقية مونتفيديو إحدى المحاولات لإنشاء تعريف قانوني يميز بين الدول وغير الدول. يلائم هذا التعريف بعض الدول المجهرية، بينما لا يلائم البعض الآخر، ويرفض البعض الآخر الاتفاقية. ترفض بعض الدول المجهرية، مثل: سيلاند أو مقاطعة هوت ريفر مصطلح الدول المجهرية وتعتبر نفسها دول ذات سيادة؛ لا توجد أي نية للاعتراف بدول مجهرية أخرى، مثل: فلاندرينسيس أو جمهورية مولوسيا.

## قائمة الدول المجهرية
هناك العديد من الأنواع المختلفة للدول المجهرية التي يُطالب بها على مر السنين. توجد قائمة بالدول المجهرية البارزة.

### الدول المجهرية
- قامت عملية أطلانطس، وهي مجموعة تحررية اتخذت من نيويورك مقرًا لها في أوائل سبعينيات القرن الماضي، ببناء سفينة من الخرسانة المُقشرة تُسمى الحرية، والتي أبحرت إلى البحر الكاريبي، إذ تنوي الرسو بشكل دائم باعتبارها »أراضيهم«. غرقت السفينة في إعصار ثم جرى التخلي عن المشروع.
- جمهورية مينيرفا، وهي مشروع تحرري آخر نجح في بناء جزيرة صغيرة من صنع الإنسان في شعاب مينيرفا جنوب فيجي في عام 1972 قبل أن تغزوها قوات من تونغا، التي ضمتها قبل تدمير الجزيرة.[7]
- جمهورية جزيرة روز، وهي جزيرة اصطناعية شيدها المهندس المعماري الإيطالي غورغيو روز في عام 1968 في البحر الأدرياتيكي. بُني الهيكل كمنطقة جذب سياحية، ولكن بعد وقت قصير من اكتماله، أعلنت روز السيادة. فجر سلاح البحرية الإيطالية الهيكل في العام التالي.
- لادونيا
- مقاطعة هوت ريفر
- مولوسيا
- سيلاند
- ليبرلاند

## التاريخ

### التاريخ المبكر والتطور
أعلن مارتن كولز هارما، مالك جزيرة لوندي البريطانية في العقود الأولى من القرن العشرين، نفسه ملكًا وصك العملة وأصدر طوابع بريدية خاصة للاستخدام المحلي. على الرغم من أن الجزيرة حُكمت باعتبارها إقطاعية افتراضية، إلا أن مالكها لم يزعم مطلقًا استقلاله عن المملكة المتحدة، لذلك يمكن وصف لوندي كباكورة للدول المجهرية اللاحقة. مثال آخر هو إمارة منطقة بالدونا الخارجية، وهي جزيرة صخرية تبلغ مساحتها 16 فدانًا (65,000 متر مربع) قبالة ساحل نوفا سكوشا، أسسها راسل أروندل، رئيس شركة بيبسي كولا (لاحقًا: بيبسيكو)، في عام 1945 وتضم عددًا من السكان يبلغ 69 صيادًا.

### التاريخ من عام 1960 إلى عام 1980
شهدت ستينيات وسبعينيات القرن العشرين تأسيس عدد من الدول المجهرية الإقليمية. أولها، سيلاند، تأسست عام 1967 على منصة أسلحة مهجورة في الحرب العالمية الثانية في بحر الشمال قبالة ساحل شرق أنجليا في إنجلترا، ولا تزال قائمة. تأسست الدول الأخرى على مبادئ تحررية وشاركوا في خطط لبناء جزر اصطناعية، ولكن من المعروف أن ثلاث منها فقط حققت نجاحًا محدودًا في تحقيق هذا الهدف.
بُنيت جمهورية روز آيلاند وهي عبارة عن منصة مساحتها 400 متر مربع، عام 1968 في المياه القومية الإيطالية في البحر الأدرياتيكي، على بعد 7 أميال (11 كيلو متر) قبالة مدينة ريميني الإيطالية. من المعروف أنها أصدرت طوابع، وأعلنت أن الإسبرانتو لغتها الرسمية. بعد وقت قصير من الاكتمال، استولت عليها القوات البحرية الإيطالية ودمرتها لفشلها في دفع ضرائب الدولة.
في أواخر الستينيات من القرن الماضي، شارك ليستر همينغواي، شقيق المؤلف إرنست، في مشروع آخر مثل - منصة صغيرة للأخشاب في المياه الدولية قبالة الساحل الغربي لجامايكا. تتكون هذه الأرض، من بارجة أبعادها 8 أقدام (2.4 متر) في 30 قدم (9.1 متر)، وأطلق عليها اسم »نيو أطلانطس«. كان همنغواي مواطنًا فخريًا ورئيسًا؛ ومع ذلك، تضرر الهيكل بسبب العواصف ونهبها الصيادون المكسيكيون أخيرًا. في عام 1973، ذُكر أن همنغواي انتقل من نيو أطلانطس للترويج لمنصة تبلغ مساحتها 1,000 ياردة مربعة (840 متر مربع) بالقرب من جزر البهاما. سُمي البلد الجديد (أرض البحر).
أسس رجل الأعمال نيفادا مايكل أوليفر جمهورية مينيرفا عام 1972 كمشروع ليبرالي جديد. أجرت مجموعة أوليفر عمليات تجريف في جزر مينيرفا المرجانية، وهي مياه ضحلة تقع في المحيط الهادئ جنوب فيجي. نجحوا في إنشاء جزيرة اصطناعية صغيرة، لكن جهودهم في ضمان الاعتراف الدولي قوبلت بنجاح قليل، وأرسلت تونغا المجاورة لها قوة عسكرية إلى المنطقة وضمتها إليها.
في الأول من أبريل عام 1977، أعلن ريتشارد بوث المُحب للقراءة، هاي أون واي الويلزية مملكة مستقلة مع ملكها. طورت البلدة بعد ذلك صناعة سياحة صحية تقوم على المصالح الأدبية، ومنح »الملك ريتشارد« (الذي كان صولجانه مكبس دورة مياه مُعاد تدويره) أي شخص مستعد لدفع ثمن هاي أون واي رتبة النبيل ودرجة الشرف.